# 눈이 내린다
〈눈이 내린다〉는 조선민주주의인민공화국의 4대 혁명무용 중 하나로, 1967년 초연된 현대 무용 작품이다.
함박눈이 내리는 밤을 배경으로, 현실, 과거, 현실을 차례로 넘나드는 구성이다. 시작 부분에서는 눈이 내리는 고요한 밤에 사람들이 모여 앉아 항일유격대원들을 회상하는 현실이 등장하고, 과거로 가서는 추운 겨울밤 세찬 눈보라 속에 붉은 기폭을 높이 들고 눈길을 힘차게 헤쳐가는 여성 유격대원들을 그리고 있다.
약 30여명의 여성 무용수들이 공연하며, 조선인민혁명군 여자 대원 역할을 맡은 무용수들의 춤을 기본으로 하늘에서 내리는 눈송이를 상징하는 춤도 등장한다. 반주 음악은 혁명가요 〈눈이　내린다〉이다.

## 참고자료
- KBS 온라인 오피스, 북한백과 - 4대 혁명무용 | 공연